# Aelia Pulcheria

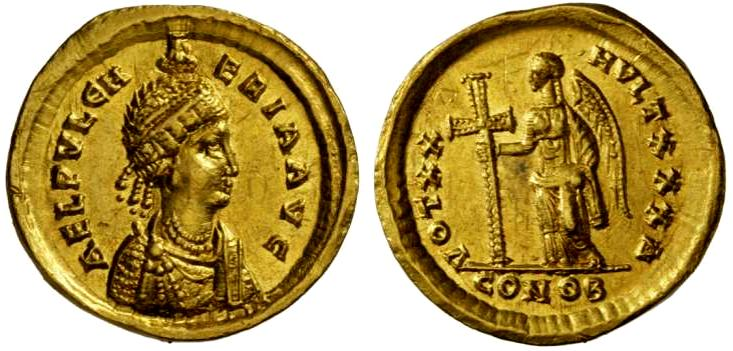
Mince s vyobrazením Aelie Pulcherie

Aelia Pulcheria (399 – 453) byla dcera východořímského císaře Arcadia a jeho ženy Aelie Eudoxie. Již ve čtrnácti letech se prohlásila augustou a převzala regentskou vládu za svého mladšího bratra Theodosia II., kterou doposud vykonával pretoriánský prefekt Anthemius. Proslula jako podporovatelka církve a zasazovala se o boj proti pohanům a heretikům. Po bratrově smrti se roku 450 provdala za budoucího císaře Marciana. Zemřela v roce 453.